# Болдуин, Карен Диана
Ка́рен Диана (Дайа́нн) Болдуин (англ. Karen Dianne Baldwin; род. 6 сентября 1963, Лондон, Онтарио) — канадская актриса

, сценаристка, телеведущая, модель и фотомодель и королева красоты, получившая титул «Мисс Вселенная 1982 года»; первая канадка, коронованная как «Мисс Вселенная».

## Биография
Карен Болдуин родилась 6 сентября 1963 года в канадском городе Лондоне в юго-западной части провинции Онтарио на реке Темс.
Её отец Уильям занимал пост президента агентства недвижимости, а мать Мэрион работала брокером по недвижимости; у неё есть два брата. Карен Диана училась в Центральной средней школе родного города.
К. Д. Болдуин проявляла интерес к конкурсам красоты с ранних лет и, наконец, в 1892 году подала заявку на отборочные соревнования национального конкурса. В том же году на «Мисс Канада» состоялся её первый триумф, что открыло её дорогу к участию в международном конкурсе красоты «Мисс Вселенная 1982».
31-й ежегодный конкурс красоты «Мисс Вселенная 1982» проводился 26 июля 1982 года в столице Республики Перу городе Лиме в «Coliseo Amauta». Вели шоу Боб Баркер и Джоан Ван Арк. За корону, кроме Болдуин, соревновалось ещё 76 претенденток, но высокая 178-и сантиметровая канадка сумела обойти их всех и одержать победу и стала первой девушкой в истории, которая завоевала этот титул для Канады. Год спустя, в Соединённых Штатах Америки, она передала корону своей преемнице новозеландке Лорейн Даунс, которая тоже, в свою очередь, первой принесла эту награду своей стране.
Передав полномочия, Карен Диана Болдуин вела «The New You», канадскую телепрограмму о моде и образе жизни, и была одной из соведущих конкурса «Мисс Вселенная 1989 года», проходившего в мексиканском курортном городе Канкуне.
В 1987 году Карен Диана Болдуин также снялась в комедийном фильме «Кто эта девчонка?» (с Мадонной и Гриффином Данном в главных ролях) в роли «Хезер» — одной из похищенных подружек невесты. Также она играла небольшие роли в фильмах: «Служители дьявола», «Ночные глаза», «Последний звонок», «Т-сила» и «Внезапная смерть».
Затем Карен Болдуин стала работать риелтором в команде Болдуина Скотта Томаса в Калифорнии.
В 1987 году Карен Диана Болдуин вышла замуж за актёра Джека Скалиа, у них родились две дочери, но в 1996 году они развелись. Её второй муж — Николас Каразисис (англ. Nicholas Karazissis).